# Папа Александар VI
Александар VI, световно Родриго Борџија, (кат. Roderic Llançol i de Borja, шп. Rodrigo Lanzol y de Borja; Валенсија, Шпанија, 1. јануар 1431 — Рим Италија, 18. август 1503) је био папа од 1492. до 1503. године. Један је од најконтроверзнијих папа из доба ренесансе и најпознатији представник породице Борџија.
Рођен је 1. јануара 1431 у граду Хатива који се налазио у Краљевини Валенсија као Родриго де Ланзол, а мајчино презиме Борџија је узео након што је његов ујак Алфонсо де Борџија изабран за првог шпанског папу под именом Калист III.
Амбициозан и властољубив и среброљубив, схватио је моћ Римокатоличке цркве и купио оба црквена положаја — кардиналски и папски. Од папинства направио уносан посао за себе и породицу. Његово име је заувек запамћено као име развратника и човека који се ни од чега не устеже да би дошао до циља. Ипак, његова репутација потиче од његових непријатеља италијанског племства и римокатоличког свештенства чију је моћ одузео. Његова достигнућа као дипломате, политичара и администратора биће запамћена радије него достигнућа у области духовног живота, иако у вези овог другог није био ни мање ни више успешан од осталих ренесансних папа.
Имао је деветеро деце. Син Чезаре Борџија је био сличног менталног састава и био је окрутни војсковођа, а кћерка Лукреција Борџија је била његова марионета (наводно ју је и обљубио) и монета за куповину утицаја и положаја (трипут ју је удавао).

## Биографија

### Младост и успон на трон
Родриго је рођен у аристократској и утицајној арагонској породици као дете Хофре Љанкол и Ескрива (умро 24. марта 1437) и његове рођаке и жене Изабеле де Љанкол (умрла 19. октобра 1468). Након смрти оца, усвојио га је мајчин брат Алонсо де Борџија, каснији папа Калист  и преселио у Италију, тако да је Родриго је узео његово презиме Борџија. Родриго Борџија је студирао је право у Болоњи, након што му је ујак Алонсо де Борџија изабран за папу 1455, поставио га је за кардинала 20. фебруара 1456. са само 24 година, а одмах након тога 1. маја 1457. на утицајан положај вицеканцелара ватиканске курије. Папа Пије  га је поставио 30. јуна 1458. за бискупа Валенције, формално је дужност преузео 21. јула, а 9. јула 1492. је валенцијска бискупија уздигнута у ранг надбискупије, тако да је Борџија постао формално надбискуп Валенције. Као вицеканцелар ватиканске курије Родриго Борџија, служио је пет папа; Пије , Павле , Сикст IV и Иноћентије VIII, за то време стекао је велико искуство у административним пословима цркве, али и велики утицај и огромно богатство. Након смрти папе Иноћентија VIII (25. јула 1492), одржана је конклава за избор новог папе 11. августа 1492, у ужи избор ушла су три кардинала Родриго Борџија, Асканио Сфорца и Ђиулијано дела Ровере. Након два круга неодлученог гласања, Борџија је поткупио Сфорцу да му препусти своје гласове и тако надгласао Ђиулијана. Након избора Борџија је устоличен за папу 26. августа, одмах по избору поставио је Сфорцу за свог вицеканцелара, да му се одужи за гласове.
Александар је од папинства направио уносан посао за себе и своју бројну децу, којима је делио положаје и имања капом и шаком. Његово име остало је заувек запамћено као име развратника и човека који се од ничега не преза, што права супротност од онога што је његов положај требало да буде. Симонија коју је увео папа Лав X била је његов главни извор зараде. Његов син Чезаре Борџија био је сличног менталног склопа, те несмиљени војсковођа, а кћерка Лукреција била је његова марионета и монета за куповину утицаја и положаја (трипут ју је удавао).

### Понтификат
За разлику од својих претходника, рад папе Александра VI на почетку је био обележен, строгим поштовањем права и уредном управом. Али је он убрзо трошкове своје бројне породице и блиских пријатеља пребацио на терет курије. Свог сина Чезара који је још био студент у Писи, са непуних седамнаест поставио је за надбискупа Валенције а млађем Ђиованију доделио је титулу Војводе од Ганди (Борџије су потицали из шпанске Гандије). Проблем је настао кад је требало осигурати земљу за то ново војводство у Италији, Александар је наумио да то војводство оформи уступањем неких папинских поседа на југу, али и на рачун Напуљске краљевине чему се оштро успротивио напуљски краљ Фердинанд  који је ионако био против Александра још од избора за папу, његов фаворит био је кардинал дела Ровере.

#### Француска присутност
Папа Александар VI стварао је многе савезе и комплоте да учврсти и осигура свој положај. За помоћ се обратио и француском краљу Шарлу VIII (1483–1498), који је био савезник Лудовика Сфорце, он је као регент владао Миланским војводством уместо стварног владара свог нећака Ђијана Галеаца. Кад је напуљски краљ Фердинанд  одлучио да помогне Галеацу, који је оженио његову нећаку Иyабелу, да се отараси Лудовика Сфорце, Александар VI сковао је план како да Карло VIII, заузме Напуљско краљевство и реши га његових непријатеља.
Папа Александар, увијек је био спреман искористити сваку прилику да увећа моћ своје породице, тако да је усвојио политику двоструких стандарда. На наговор шпанског амбасадора склопио је мир с Напуљским краљевством у јулу 1493. и зацементирао тај мир браком између свог сина Ђиофра и Доне Санче, друге унуке Фердинанда . Како би лакше контролисао Свети кардиналски колегијум, именовао је 12 нових кардинала, а међу њима су били и његов син Чесаре (који је тад имао само 18 година) и Алесандро Фарнезе (каснији папа Павле ) брат његове љубавнице Ђиулије Фарнезе.
Кад је 25. јануара 1494. умро Фердинанд  наследио га је син Алфонсо  (1494-1495), тад је Карло VIII оснажио своје претензије за Напуљским краљевством. Александар Борџија се првобитно сагласио с тим и дозволио му пролаз војском кроз Рим, под оправдањем да иде у крсташки рат против османлија, без спомињања Напуља. Кад је француска инвазија постала стварност, папа Александар се уплашио и признао Алфонса II као владара Напуљског краљевства те склопио савез с њим у јулу 1494, уз разне феуде за своје синове. Њихов заједнички војни одговор на претњу француске инвазије, био је слање напуљске војске кроз Ромању у напад на Милано, и слање флоте која је требала заузети Ђенову. Међутим обе војне кампање су лоше изведене и нису успеле, тако да је 8. септембра Карло VIII прешао Алпе и придружио се савезнику Лодовику Сфорци у Милану. У Папинској држави настала је општа пометња, снажан клан породице Колона, заузео је луку Остију у име Француске, Карло VIII брзо се кретао према југу, након краћег заустављања у Фиренци, ушао је у Рим у новембру 1494.
Све се окренуло против Борџије, и чинило се да ће изгубити папинство, али се он уз помоћ бискупа из Сант Малоа, који је имао утицаја на Карла VIII, успео је да се измири са њим, уз обећање да ће његов Чезаре поћи са француском војском за Напуљ, као папин легат. Французи су лако савладали наполитански отпор, Алфонсо II је абдицирао у корист свог сина Фердинанда II и побегао. На крају је и Фердинанд II напустио Напуљско краљевство и побегао у Шпанију.